# 同心演習
同心演習是中華民國國軍年度例行演習，以後備軍事動員為基礎，項目涵蓋人力、物力及全民防衛動員等，希望能有效演練，達到實時動員、實時作戰的訓練目標。在後備方面，採實兵不實彈，且同心、自強演習併各年度漢光演習演練，同步實施教育召集、車、機動員。

## 歷年演習
同心演习均采取无预警方式实施，旨在强化后备军人“立即动员、立即作战”的能力，测试后备部队的动员效果，以及各项动员计划的可行性与指挥作业能力。每逢演习，参演所在区域编入三军动员部队的人员，均要到指定地点办理报到手续；並配合年度汉光演习专设的人力、物力动员演习。